# Isométrie affine
Une isométrie affine est une transformation bijective d'un espace affine euclidien dans un autre qui est à la fois une application affine et une isométrie (c'est-à-dire une bijection conservant les distances).
Si cette isométrie conserve aussi l'orientation, on dit que c'est un déplacement. Si elle inverse l'orientation, il s'agit d'un antidéplacement.
Les déplacements sont les composés de translations et rotations. Les réflexions sont des antidéplacements.

## Isométries planes remarquables
On désigne par {\displaystyle {\mathcal {P}}} le plan (c.-à-d., plus précisément, un plan affine réel euclidien).
Les applications suivantes sont des isométries de {\displaystyle {\mathcal {P}}} :
- Étant donné un vecteur {\displaystyle {\vec {u}}} l'application qui, à tout point {\displaystyle A}, associe le point {\displaystyle A'} tel que {\displaystyle {\vec {AA'}}={\vec {u}}} : c'est la translation de vecteur {\displaystyle {\vec {u}}}. Sa réciproque est la translation de vecteur {\displaystyle -{\vec {u}}}. Elle n'a aucun point fixe, sauf si {\displaystyle {\vec {u}}={\vec {0}}}, auquel cas c'est l'identité.
- Étant donné un point {\displaystyle A} de {\displaystyle {\mathcal {P}}} et un angle orienté {\displaystyle \theta }, l'application qui fixe {\displaystyle A} et, à un point {\displaystyle B} distinct de {\displaystyle A}, associe l'unique point {\displaystyle B'} tel que {\displaystyle AB=AB'} et {\displaystyle ({\widehat {{\vec {AB}},{\vec {AB'}}}})=\theta } : c'est la rotation plane de centre {\displaystyle A} et d'angle {\displaystyle \theta }. Sa réciproque est la rotation de centre {\displaystyle A} et d'angle {\displaystyle -\theta }.
- Étant donné une droite {\displaystyle \Delta } l'application qui, à tout point {\displaystyle A}, associe le point {\displaystyle A'} tel que {\displaystyle {\vec {AA'}}=2{\vec {AH}}}, où {\displaystyle H} est le projeté orthogonal de {\displaystyle A} sur {\displaystyle \Delta } : c'est la symétrie axiale par rapport à {\displaystyle \Delta }. On peut la définir autrement : si {\displaystyle A\in \Delta } alors {\displaystyle A'=A} et si {\displaystyle A\notin \Delta } alors {\displaystyle A'} est tel que {\displaystyle \Delta } est la médiatrice de {\displaystyle [AA']}. Les symétries sont involutives.

## Classification des isométries planes ayant un point fixe
- Une isométrie du plan ayant trois points fixes non alignés est l'identité.
- Une isométrie du plan autre que l'identité ayant au moins deux points fixes A et B est la réflexion par rapport à la droite (AB).
- Une isométrie du plan ayant un unique point fixe A est une rotation de centre A.

## En dimension quelconque
Si une application d'un espace euclidien dans lui-même conserve les distances alors elle est affine, et son application linéaire associée conserve la norme donc est un automorphisme orthogonal. Réciproquement, toute application affine dont l'application linéaire associée est un automorphisme orthogonal est une isométrie affine.
Les automorphismes orthogonaux sont caractérisés par le fait que leur matrice dans une base orthonormée est une matrice orthogonale.
Parmi les isométries affines on distingue, de même que parmi les automorphismes orthogonaux, les déplacements (isométries affines directes), qui conservent l'orientation, et les antidéplacements (isométries affines indirectes), qui la renversent. Le déterminant de la matrice précitée vaut respectivement +1 ou –1. Les antidéplacements sont aussi appelés antirotations ou roto-inversions.[réf. souhaitée]
Exemples. Les translations sont des déplacements sans point fixe. En dimension 2 ou 3, une rotation affine est un déplacement ayant au moins un point fixe. Dans le plan, les antidéplacements sont les réflexions et les réflexions glissées.
Pour étudier les isométries affines en dimension quelconque, on s'intéresse à l'automorphisme orthogonal {\displaystyle \phi } associé défini de la sorte : si {\displaystyle f} est une isométrie affine de {\displaystyle {\mathcal {E}}}, alors son automorphisme orthogonal associé est
{\displaystyle {\begin{array}{lcl}\phi &:&E&\rightarrow &E\\&&{\overrightarrow {MN}}&\mapsto &{\overrightarrow {f(M)f(N)}}.\end{array}}}
Dès lors, l'étude des points fixes de {\displaystyle f} et de {\displaystyle \phi } permet de conclure sur la nature de {\displaystyle f}.
- Si {\displaystyle f} admet des points fixes alors :

si par exemple {\displaystyle \phi } est une rotation vectorielle alors, en dimension 2 ou 3, {\displaystyle f} sera une rotation.
en particulier si {\displaystyle \phi } est l'identité vectorielle alors {\displaystyle f} sera l'identité.
- Si {\displaystyle f} n'admet pas de points fixes alors {\displaystyle f} se décompose de manière unique comme composée d'une isométrie affine avec points fixes (on revient donc au cas précédent) et d'une translation de vecteurs dans la direction des points fixes de l'isométrie précédente. En particulier, en dimension 3, si {\displaystyle \phi } est une rotation vectorielle alors {\displaystyle f} est un vissage.

## Référence
1. ↑  D. Guinin et B. Joppin, Algèbre et géométrie PCSI, Bréal, 2003 (lire en ligne), p. 453.